# Sarnen
Sarnen é uma comuna da Suíça, no Cantão Obwald, com cerca de 9.373 habitantes. Estende-se por uma área de 73,12 km², de densidade populacional de 128 hab/km². Confina com as seguintes comunas: Alpnach, Entlebuch (LU), Flühli (LU), Giswil, Hasle (LU), Kerns, Sachseln. 
A língua oficial nesta comuna é o Alemão.